# Повторные выборы губернатора Краснодарского края (декабрь 1996)
Повторные выборы губернатора Краснодарского края состоялись в Краснодарском крае 22 декабря 1996 года. По итогу победу вновь одержал первый заместитель генерального директора ОАО «Краснодарглавснаб» и бывший председатель Краснодарского краевого Совета Николай Кондратенко, набрав 82 % голосов, а действующий глава региона Николай Егоров занял лишь третье место с 4,83 % голосов — ещё более низким результатом, чем на выборах в октябре. Также, несмотря на то, что явка избирателей возросла, она не достигла старого порога в 50 %. Но поскольку явочный барьер был снижен до 25 %, повторные выборы были признаны состоявшимися.

## Предшествующие события
Избирательная комиссия Краснодарского края отменила результаты прошедших 27 октября 1996 года выборов губернатора по причине непреодоления 50-процентного явочного барьера (явка составила 43,29 %), и по итогу решением краснодарских депутатов на 22 декабря 1996 года назначила повторное голосование.
Как отмечал председатель краевой избирательной комиссии Сергей Даниленко, выборы могут быть признаны состоявшимися в случае, если за три дня, отведённые для подсчёта голосов, будут внесены соответствующие изменения в закон и их подпишет губернатор. Сессия приняла решение о снижении барьера явки до 25 %, вступив, таким образом, в прямое противостояние с исполнительной властью. Однако Николай Егоров наложил вето на снижение, и парламент смог добиться принятия нового варианта закона о выборах только некоторое время спустя, когда первое голосование было официально объявлено несостоявшимся.

## Кандидаты
| Кандидат                        | Деятельность/должность (на момент выдвижения)                            | Субъект выдвижения                                  | Статус          |
| ------------------------------- | ------------------------------------------------------------------------ | --------------------------------------------------- | --------------- |
| Борис Викторович Вавилов        | депутат Законодательного собрания Краснодарского края                    | ЛДПР                                                | зарегистрирован |
| Василий Николаевич Дьяконов     | депутат Законодательного собрания Краснодарского края                    | избирательное объединение «Союз возрождения Кубани» | зарегистрирован |
| Николай Дмитриевич Егоров       | действующий глава администрации Краснодарского края                      | группа избирателей                                  | зарегистрирован |
| Николай Игнатович Кондратенко   | первый заместитель генерального директора ОАО «Краснодарглавснаб»        | группа избирателей                                  | зарегистрирован |
| Виктор Васильевич Крохмаль      | президент ОАО «Кубаньхлебопродукт»                                       | группа избирателей                                  | зарегистрирован |
| Владимир Вячеславович Поздняков | исполняющий обязанности генерального директора АОЗТ «Сельхозтранссервис» | группа избирателей                                  | зарегистрирован |
| Сергей Александрович Суслов     | генеральный директор ООО «Оптовик Иванов и К»                            | группа избирателей                                  | зарегистрирован |

## Результаты
| Место                       | Место                       | Кандидат                    | Голосов   | %        |
| --------------------------- | --------------------------- | --------------------------- | --------- | -------- |
|                             | 1.                          | Николай Кондратенко         | 1 510 705 | 82,00 %  |
|                             | 2.                          | Виктор Крохмаль             | 132 297   | 7,18 %   |
|                             | 3.                          | Николай Егоров              | 88 968    | 4,83 %   |
|                             | 4.                          | Борис Вавилов               | 26 224    | 1,42 %   |
|                             | 5.                          | Василий Дьяконов            | 20 732    | 1,13 %   |
|                             | 6.                          | Сергей Суслов               | 5827      | 0,32 %   |
|                             | 7.                          | Владимир Поздняков          | 2513      | 0,14 %   |
| Против всех                 | Против всех                 | Против всех                 | 35 312    | 1,92 %   |
| Действительных бюллетеней   | Действительных бюллетеней   | Действительных бюллетеней   | 1 822 578 | 98,93 %  |
| Недействительных бюллетеней | Недействительных бюллетеней | Недействительных бюллетеней | 19 731    | 1,07 %   |
| Всего                       | Всего                       | Всего                       | 1 842 309 | 100,00 % |
| Общее число избирателей     | Общее число избирателей     | Общее число избирателей     | 3 795 378 |          |